# Mexico International 2021
Die Mexico International 2021 im Badminton fanden vom 8. bis zum 12. Dezember 2021 in Guadalajara statt.

## Sieger und Platzierte
| Disziplin    | Gold                             | Silber                                     | Bronze                        |
| ------------ | -------------------------------- | ------------------------------------------ | ----------------------------- |
| Herreneinzel | Danylo Bosniuk                   | Job Castillo                               | Fabio Caponio                 |
| Herreneinzel | Danylo Bosniuk                   | Job Castillo                               | Artur Silva Pomoceno          |
| Dameneinzel  | Lauren Lam                       | Jennie Gai                                 | Katelin Ngo                   |
| Dameneinzel  | Lauren Lam                       | Jennie Gai                                 | Juliana Viana Vieira          |
| Herrendoppel | Adam Dong Nyl Yakura             | Fabio Caponio Giovanni Toti                | Andrés López Job Castillo     |
| Herrendoppel | Adam Dong Nyl Yakura             | Fabio Caponio Giovanni Toti                | Luka Ban Filip Špoljarec      |
| Damendoppel  | Srivedya Gurazada Ishika Jaiswal | Crystal Lai Alexandra Mocanu               | Lauren Lam Kodi Tang Lee      |
| Damendoppel  | Srivedya Gurazada Ishika Jaiswal | Crystal Lai Alexandra Mocanu               | Sânia Lima Tamires Santos     |
| Mixed        | Vinson Chiu Jennie Gai           | Thien Quan Nicolas Nguyen Alexandra Mocanu | Enrico Asuncion Kodi Tang Lee |
| Mixed        | Vinson Chiu Jennie Gai           | Thien Quan Nicolas Nguyen Alexandra Mocanu | Nyl Yakura Crystal Lai        |